# ويليام تايلور (لاعب كريكت)
ويليام تايلور (23 يونيو 1885 في المملكة المتحدة - 27 مايو 1959 في المملكة المتحدة)  (بالإنجليزية: William Taylor)‏ هو لاعب كريكت بريطاني (وحمل سابقاً جنسية المملكة المتحدة لبريطانيا العظمى وأيرلندا). لعب مع نادي مقاطعة ورسسترشاير للكريكيت ‏.

## وصلات خارجية
- ويليام تايلور على موقع إي آس بي آن كريك إنفو (الإنجليزية)